# 弯嘴鸻
弯嘴鸻（学名：Anarhynchus frontalis），是鸻形目鸻科的一种鸟类。

## 特征

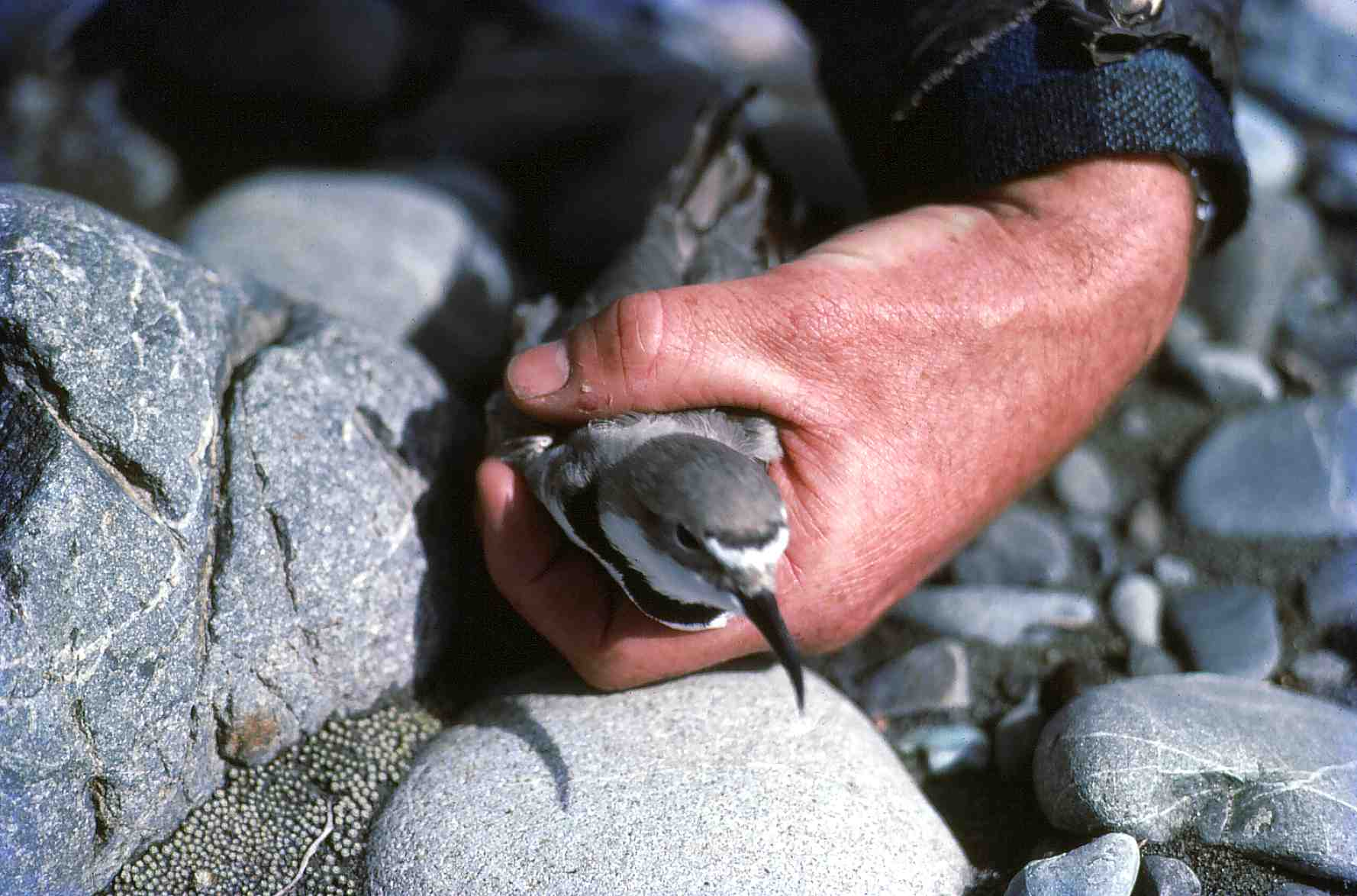
弯嘴鸻雌鸟

弯嘴鸻的体重约57.64克，翼长约11.98厘米，喙宽度约3.4毫米，喙厚度约3.8毫米，嘴峰长约31.7毫米，跗蹠长约31.6毫米，尾长约45.7毫米。
它们是世界上唯一一种喙水平地向单侧弯曲的鸟，所有个体的喙都弯向右侧。
弯嘴鸻具有部分的迁徙性，栖息在河流、溪流环境，它们是食肉动物，主要以鱼类、甲壳动物、软体动物等水生动物为食。它们在新西兰的南岛和北岛繁殖；仅在北岛越冬。